# Lasiothyris
Lasiothyris là một chi bướm đêm thuộc phân họ Tortricinae của họ Tortricidae.

## Các loài
- Lasiothyris astricta (Razowski & Becker, 1983)
- Lasiothyris cerastes Razowski & Becker, 1986
- Lasiothyris cnestovalva Razowski & Becker, 1986
- Lasiothyris competitrix (Razowski & Becker, 1983)
- Lasiothyris diclada Razowski & Becker, 1986
- Lasiothyris docilis Razowski & Becker, 2002
- Lasiothyris ficta (Razowski & Becker, 1983)
- Lasiothyris gravida Razowski, 1986
- Lasiothyris heterophaea (Clarke, 1968)
- Lasiothyris ichthyochroa (Walsingham, 1897)
- Lasiothyris ilingocornuta Razowski & Becker, 1993
- Lasiothyris limatula Meyrick, 1917
- Lasiothyris luminosa (Razowski & Becker, 1983)
- Lasiothyris megapenis Razowski & Becker, 1993
- Lasiothyris micida Razowski & Becker, 1986
- Lasiothyris omissa Razowski & Becker, 1993
- Lasiothyris perjura Razowski & Becker, 1993
- Lasiothyris perlochra Razowski & Becker, 2002
- Lasiothyris pervicax Razowski & Becker, 1993
- Lasiothyris revulsa Razowski & Becker, 1993
- Lasiothyris sorbia Razowski & Becker, 1993
- Lasiothyris subdiclada Razowski & Becker, 2002
- Lasiothyris taima Razowski & Becker, 2002
- Lasiothyris tardans Razowski & Becker, 1993